# Pif Gadget nuova serie
Pif Gadget nuova serie dopo 11 anni ininterrotti di non pubblicazione della rivista Pif Gadget, il periodico ritorna in edicola con un nuovo progetto editoriale nel 2004 gestito dalla casa editrice Pif Editions.

## Storia della pubblicazione
Patrick Apel-Muller, caporedattore del giornale L'Humanité, nel 2003/04 progetta un piano per rilanciare la rivista come mensile per i giovani con valori umanisti e antiglobalizzazione. Patrick Apel-Muller fu nominato direttore editoriale, mentre Pierre Dharréville e poi François Toulat-Brisson furono nominati redattori capo e lo sceneggiatore François Corteggiani fu il caporedattore dei fumetti. Una nuova generazione di scrittori si unisce ai disegnatori e agli sceneggiatori del vecchio settimanale.
Nel periodico sono presenti alcune delle serie di punta dell'epoca d'oro della rivista Pif Gadget: Pif, Ercole, Doctor Justice, Placido e Musetto, Léo bête à part e Rahan. Troviamo nella riviasta anche nuove serie di fumetti tra cui Nestore e Polluce di O'Groj (disegno) e Tarrin e Neidhardt (sceneggiatura), Quentin le seul di Patrice Lesparre (sceneggiatura e disegno), Les mémoires d'un gentilhomme corsaire di Richard Marazano (sceneggiatura) e Alfonso Font (disegno), Les Apatrides di Patrice Lesparre (sceneggiatura) e Chris Malgrain (illustrazione), Le Cavalier Maure di Jean-Marc Lainé (sceneggiatura) e Patrick Dumas (disegni), Cos & Mos di Richard Marazano (sceneggiatura) e Abel (disegni), Jean Paul Farte et ses amis di Steve Baker (rinominato La Vie en Slip quando la serie fu stata ripresa da l’Editions Dupuis e pubblicata su Spirou nel 2009) e Banc d'essai  della Toto Brothers Company (sceneggiatura e disegni).
La società Pif Éditions, casa editrice della rivista, fu messa in liquidazione il 15 gennaio 2009, a seguito del collocamento in amministrazione controllata del marzo 2007. I sei dipendenti a tempo indeterminato e una trentina di liberi professionisti hanno ricevuto le lettere di licenziamento nel mese di gennaio.
Pif Gadget nuova serie la troviamo nelle edicole della Francia, del Belgio, del Lussemburgo, della Svizzera e del Canada.

## Collaborazioni
Nella rivista Pif Gadget nuova serie collaborano, tra i tanti, i seguenti autori:
Arnal José Cabrero, Michel Blanc-Dumont, Jean-Claude Cassini, Giorgio Cavazzano, Florence Cestac, André Chéret, Clod, Eduardo Coelho, François Corteggiani, Guy Counhaye, Al Coutelis, Mathilde Domecq, Henri Dufranne, Patrick Dumas, Olivier Fiquet, Alfonso Font, Gérald Forton, Christian Godard, Annie Goetzinger, Herlé, Intini Stefano, Jacques Kamb, Jean-Marc Lainé, Roger Lécureux, Richard Marazano, Roger Mas, Richard Médioni, Ivo Milazzo, Fred Neidhardt, Jacques Nicolaou, O'Groj, Jean Ollivier, Franco Oneta, Hugo Pratt, Yves Rodier, Tiziano Sclavi, Jean Tabary, Nicolas Tabary, Fabrice Tarrin, Osamu Tezuka, Albert Uderzo, Sébastien Verdier. 